# ويليام فيرفاكس
ويليام فيرفاكس (بالإنجليزية: William Fairfax)‏ هو سياسي أمريكي، ولد في 1691، وتوفي في 1757.